# 许传智
许传智（1957年2月—），山东诸城人，中国共产党第十九届中央纪律检查委员会委员。1975年9月参加工作，1978年8月加入中国共产党，1982年2月毕业于东北师范大学中文系。

## 经历
许传智长期任职于纪检系统，曾在中共中央纪委工作33年，先后担任中央纪委第五纪检室干部、中央纪委北京培训中心主任、中央纪委纠正部门和行业不正之风室主任、中央纪委党风政风监督室主任等职。
2015年4月，任中央纪委驻国家民委纪检组组长、国家民委党组成员。
2016年5月，任中共宁夏回族自治区党委常委、纪委书记。
2018年2月，当选为第十三届全国人大代表。